# Vladimir Schönauer
Vladimir Schönauer (in croato Vladimir Šenauer; Spalato, 29 novembre 1930 – Spalato, 5 gennaio 2013) è stato un calciatore jugoslavo, di ruolo attaccante.

## Carriera

### Club
Entrato nella prima squadra dell'Hajduk Spalato nel 1949, fa il suo debutto ufficiale con i Bili il 24 settembre 1950 in occasione della partita casalinga di campionato terminata a reti bianche contro il Partizan. Dopo aver vinto tre titoli jugoslavi con i Majstori s mora, nel 1955 si trasferisce al BSK Belgrado dove vince la Coppa di Jugoslavia battendo in finale proprio la sua ex squadra. Nel 1957 fa il suo ritorno a Spalato per poi nel 1962 trasferirsi in Austria tra le file dell'Austria Klagenfurt. Nel 1964 ritorna nuovamente nella città natia, questa volta però nel RNK Spalato, per poi ritirarsi l'anno seguente dall'attività calcistica.

## Palmarès

### Club

#### Competizioni nazionali
- Campionato jugoslavo: 3

Hajduk Spalato: 1950, 1952, 1954-1955
- Coppa di Jugoslavia: 1

BSK Belgrado: 1955